# Waldstätte

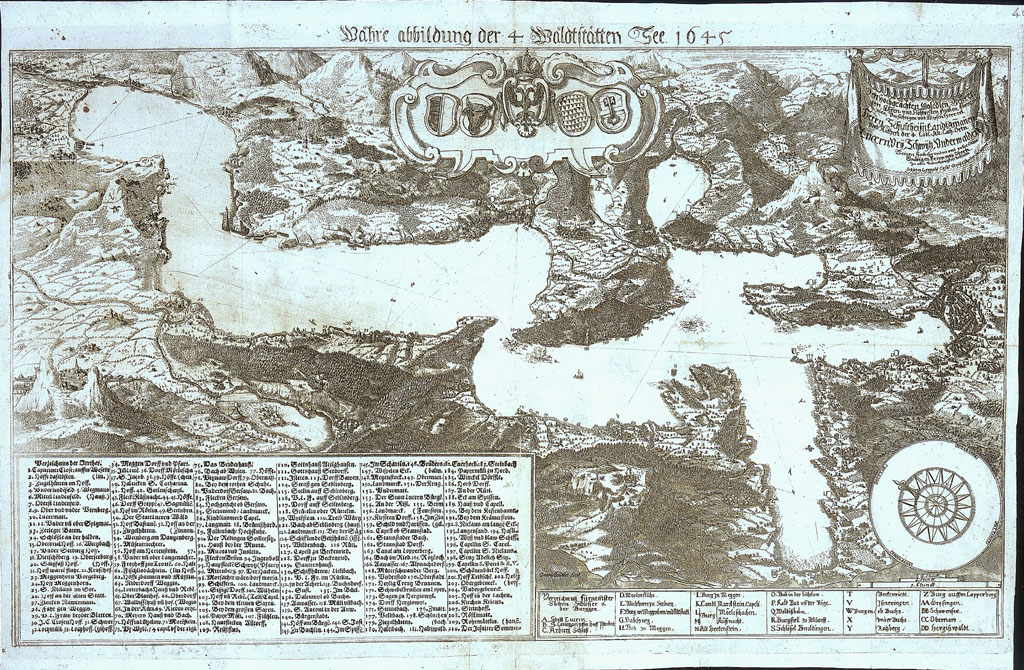
Mapa histórico dos quatro Waldstätten, 1645

Waldstätte (literalmente "estabelecimento florestal") tem sido o termo empregado desde o início do século XIV para designar os territórios florestais pré-alpinos do centro da atual Suíça. 
Drei Waldstätten, os três cantões florestais, refere-se coletivamente aos cantões fundadores da antiga Confederação Suíça de 1291,  Uri,  Schwyz e  Unterwalden, todos situados em torno do Lago dos Quatro Cantões, chamado em alemão Vierwaldstättersee ("lago dos quatro cantões florestais"), em referência aos três cantões mencionados anteriormente e ao Cantão de Lucerna, o primeiro cantão a se reunir à confederação (1332).

## Cantões primitivos
A expressão Suíça primitiva (all. Urschweiz) ou os Cantões primitivos são expressões que vieram fazer concorrência no século XIX à antiga expressão de Waldstätte (XIII). Ao princípio com um sentido um pouco indefinido pois ainda na segunda metade do XIX os guias de viagem suíços incluíam frequentemente os Cantão de Lucerna e o Cantão de Zug. Os historiadores Karl Meyer e  Hans Schmid, em 1927 e 28, contribuíram a popularizar esta denominação.

## Mito fundador
O conceito de Suíça primitiva repousa sobre a ideia que pretende que a Confederação Suíça foi "fundada" em 1291 pelos Waldstätten (Mythes fondateurs). A celebração em 1891 do 600º aniversário e de uma festa nacional no 1º de Agosto reforçaram a imagem  de um núcleo original de Suíça à volta do Lago dos Quatro Cantões. Na segunda metade dos anos 1930, a noção alarga-se e torna-se uma defesa espiritual como uma visão da Suíça que necessita de recuar o mais tarde possível na sua história. Depois da Segunda Guerra Mundial, o conceito de "Suíça primitiva" perde o seu aspecto ideológico e volta à simples apelação geográfica.